# Chaenusa orghidani
Chaenusa orghidani är en stekelart som beskrevs av Burghele 1960. Chaenusa orghidani ingår i släktet Chaenusa och familjen bracksteklar. Inga underarter finns listade i Catalogue of Life.